# Elmer Osmar Ramón Miani
Elmer Osmar Ramón Miani (* 23. April 1933 in Villa Concepción del Tío, Provinz Córdoba; † 25. Mai 2014 in Provinz Córdoba) war ein argentinischer Geistlicher und römisch-katholischer Bischof von Catamarca.

## Leben
Elmer Osmar Ramón Miani besuchte das Kleine Seminar in Córdoba, anschließend studierte er Theologie und Philosophie am Priesterseminar in Córdoba. Er empfing am 20. September 1958 die Priesterweihe für das Erzbistum Córdoba.
Papst Johannes Paul II. ernannte ihn am 7. November 1983 zum Titularbischof von Caeciri und zum Weihbischof in Córdoba. Die Bischofsweihe spendete ihm der Erzbischof von Córdoba, Raúl Francisco Kardinal Primatesta, am 12. Dezember desselben Jahres; Mitkonsekratoren waren Cándido Genaro Rubiolo, Erzbischof von Mendoza, und Jesús Arturo Roldán, Weihbischof in Córdoba.
Am 19. Dezember 1989 wurde er von Johannes Paul II. zum Bischof von Catamarca ernannt. Die feierliche Amtseinführung (Inthronisation) fand am 3. März 1990 statt.
Papst Benedikt XVI. nahm am 27. Dezember 2007 sein aus gesundheitlichen Gründen vorgebrachtes Rücktrittsgesuch an.